# Phoslock
Phoslock (auch Bentophos) ist die Handelsbezeichnung für einen Bentonit-Ton, dessen Natrium- und/oder Calciumionen gegen Lanthan-Ionen ausgetauscht wurden. Das in Phoslock enthaltene Lanthan reagiert mit Phosphat und bildet ein inertes, schwerlösliches Mineral namens Rhabdophan. Phoslock wird zur Sanierung von Seen eingesetzt, um überschüssiges Phosphat zu entfernen, die Wasserqualität zu verbessern und so eine biologische Erholung in beeinträchtigten Süßwassersystemen zu ermöglichen.
Phoslock wurde Ende der 1990er Jahre am australischen Forschungsinstitut CSIRO von Grant Douglas (US-Patent 6350383) entwickelt und nutzt die Fähigkeit von Lanthan, Phosphat in natürlichen Süßwassersystemen nachhaltig zu binden. Der erste groß angelegte Versuch fand im Januar 2000 im Canning River, Westaustralien, statt.
Während seiner Entwicklung, Patentierung und Kommerzialisierung durch CSIRO und der anschließenden kommerziellen Produktion war Phoslock Gegenstand akademischer Forschung und wurde weltweit in Projekten zur Sanierung von Süßwasserseen eingesetzt. Die meisten dieser Anwendungen und deren umfassendste Überwachungen vor und nach der Anwendung fanden in Europa statt, vor allem in Deutschland (wo es unter dem Handelsnamen Bentophos verkauft wird), den Niederlanden und dem Vereinigten Königreich.
Es gibt Studien, die darauf hinweisen, dass die Anwendung dieses Tons zu erhöhten Lanthan-Konzentrationen in Wasser und Böden führen könnte, was zu einer Bioakkumulation in tierischen Geweben führen würde, und es bestehen nach wie vor Bedenken gegen die Anwendung, da nicht genügend unabhängige Informationen vorliegen.